# Île de Batz
Île de Batz (Enez Vaz trong Breton) là một xã của tỉnh Finistère, thuộc vùng Bretagne, miền tây bắc Pháp.

## Khí hậu
| Dữ liệu khí hậu của Île de Batz (1961–1990) | Dữ liệu khí hậu của Île de Batz (1961–1990) | Dữ liệu khí hậu của Île de Batz (1961–1990) | Dữ liệu khí hậu của Île de Batz (1961–1990) | Dữ liệu khí hậu của Île de Batz (1961–1990) | Dữ liệu khí hậu của Île de Batz (1961–1990) | Dữ liệu khí hậu của Île de Batz (1961–1990) | Dữ liệu khí hậu của Île de Batz (1961–1990) | Dữ liệu khí hậu của Île de Batz (1961–1990) | Dữ liệu khí hậu của Île de Batz (1961–1990) | Dữ liệu khí hậu của Île de Batz (1961–1990) | Dữ liệu khí hậu của Île de Batz (1961–1990) | Dữ liệu khí hậu của Île de Batz (1961–1990) | Dữ liệu khí hậu của Île de Batz (1961–1990) |
| Tháng                                       | 1                                           | 2                                           | 3                                           | 4                                           | 5                                           | 6                                           | 7                                           | 8                                           | 9                                           | 10                                          | 11                                          | 12                                          | Năm                                         |
| ------------------------------------------- | ------------------------------------------- | ------------------------------------------- | ------------------------------------------- | ------------------------------------------- | ------------------------------------------- | ------------------------------------------- | ------------------------------------------- | ------------------------------------------- | ------------------------------------------- | ------------------------------------------- | ------------------------------------------- | ------------------------------------------- | ------------------------------------------- |
| Trung bình ngày tối đa °C (°F)              | 9.3 (48.7)                                  | 9.3 (48.7)                                  | 10.4 (50.7)                                 | 11.7 (53.1)                                 | 14.1 (57.4)                                 | 16.5 (61.7)                                 | 18.4 (65.1)                                 | 18.8 (65.8)                                 | 17.7 (63.9)                                 | 15.5 (59.9)                                 | 12.1 (53.8)                                 | 10.3 (50.5)                                 | 13.7 (56.7)                                 |
| Trung bình ngày °C (°F)                     | 7.3 (45.1)                                  | 7.2 (45.0)                                  | 8.2 (46.8)                                  | 9.5 (49.1)                                  | 11.8 (53.2)                                 | 14.1 (57.4)                                 | 16.0 (60.8)                                 | 16.3 (61.3)                                 | 15.3 (59.5)                                 | 13.2 (55.8)                                 | 10.1 (50.2)                                 | 8.4 (47.1)                                  | 11.5 (52.7)                                 |
| Tối thiểu trung bình ngày °C (°F)           | 5.3 (41.5)                                  | 5.2 (41.4)                                  | 6.0 (42.8)                                  | 7.3 (45.1)                                  | 9.4 (48.9)                                  | 11.7 (53.1)                                 | 13.5 (56.3)                                 | 13.7 (56.7)                                 | 12.9 (55.2)                                 | 10.9 (51.6)                                 | 8.0 (46.4)                                  | 6.4 (43.5)                                  | 9.2 (48.6)                                  |
| Lượng Giáng thủy trung bình mm (inches)     | 107.3 (4.22)                                | 82.8 (3.26)                                 | 77.9 (3.07)                                 | 55.6 (2.19)                                 | 56.7 (2.23)                                 | 42.6 (1.68)                                 | 35.9 (1.41)                                 | 42.7 (1.68)                                 | 59.1 (2.33)                                 | 81.0 (3.19)                                 | 101.8 (4.01)                                | 107.0 (4.21)                                | 850.4 (33.48)                               |
| Độ ẩm tương đối trung bình (%)              | 83                                          | 82                                          | 82                                          | 82                                          | 84                                          | 84                                          | 85                                          | 85                                          | 85                                          | 84                                          | 82                                          | 83                                          | 83.4                                        |
| Số giờ nắng trung bình tháng                | 59.1                                        | 85.0                                        | 127.3                                       | 172.5                                       | 215.8                                       | 210.7                                       | 234.3                                       | 211.5                                       | 167.6                                       | 121.2                                       | 75.1                                        | 55.1                                        | 1.735,2                                     |
| Nguồn: Infoclimat.fr                        |                                             |                                             |                                             |                                             |                                             |                                             |                                             |                                             |                                             |                                             |                                             |                                             |                                             |

## Dân số
Người dân ở Île-de-Batz được gọi là Batziens hoặc Îliens.